# Pica (transtorno)
A síndrome de pica, também chamada de picanismo, alotriofagia ou alotriogeusia, é o apetite por substâncias não alimentícias. Pode ser um distúrbio em si ou fenômenos médicos. A substância ingerida ou desejada pode ser biológica, natural ou artificial. O termo foi extraído diretamente da palavra latina medieval para pega, uma ave sujeita a muito folclore em relação a seus comportamentos alimentares oportunistas.
De acordo com o Diagnostic and Statistical Manual of Mental Disorders, 5.ª Edição (DSM-5), a pica como um transtorno alimentar autônomo deve persistir por mais de um mês em uma idade em que comer tais objetos é considerado inadequado para o desenvolvimento, não fazendo parte da prática culturalmente sancionada, e suficientemente grave para justificar atenção clínica. A pica pode levar à intoxicação em crianças, o que pode resultar em comprometimento do desenvolvimento físico e mental. Além disso, pode causar emergências cirúrgicas para tratar obstruções intestinais, bem como sintomas mais sutis, como deficiências nutricionais e parasitoses. A pica tem sido associada a outros transtornos mentais. Estressores como trauma psicológico, privação materna, problemas familiares, negligência dos pais, gravidez e estrutura familiar desorganizada são fatores de risco para pica.
A pica é mais comumente observada em mulheres grávidas, crianças pequenas e pessoas que podem ter deficiências de desenvolvimento, como autismo. Crianças que comem gesso pintado contendo chumbo podem desenvolver danos cerebrais por saturnismo. Existe um risco semelhante de comer solo perto de estradas que existiam antes da eliminação do chumbo tetraetila ou que foram pulverizadas com óleo (para assentar a poeira) contaminadas por PCBs ou dioxinas tóxicas. Além do envenenamento, existe um risco muito maior de obstrução gastrointestinal ou laceração no estômago. Outro risco de comer solo é a ingestão de fezes de animais e parasitas que os acompanham. A pica também pode ser encontrada em animais como cães e gatos.

## Sinais e sintomas

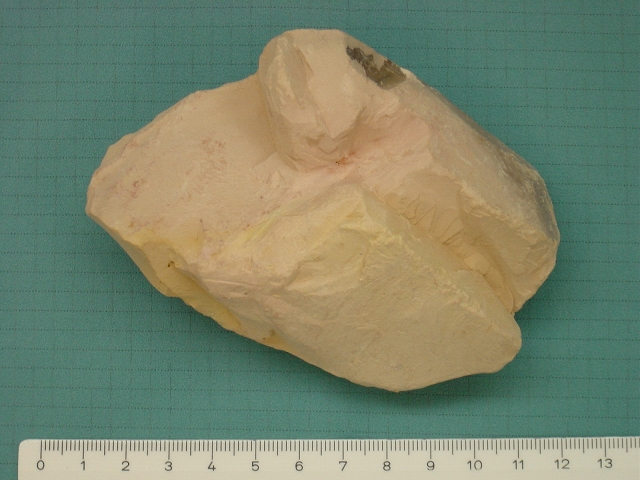
Pedra calcária composta de caulinita com vestígios de pequenos pedaços de quartzo que foram sugados por uma pessoa com pica

Pica é o consumo de substâncias sem valor nutricional significativo, como sabão, placa de gesso ou tinta. Os subtipos são caracterizados pela substância ingerida:
- Acufagia (objetos pontiagudos)[31]
- Amilofagia (amido purificado, a partir do milho)[13][32]
- Cautopireiofagia (fósforos queimados)
- Coniofagia (poeira)
- Coprofagia (fezes)
- Emetofagia (vômito)
- Geomelofagia (batata crua)[13][33]
- Geofagia (terra, solo, areia, argila, giz)
- Hialofagia (vidro)[16]
- Lignofagia (madeira)
- Litofagia (pedras)[34]
- Metalofagia (metal)
- Mucofagia (muco)
- Pagofagia (gelo)
- Plumbofagia (chumbo)
- Tricofagia (cabelo, lã e outras fibras)
- Urofagia (urina)
- Hematofagia (vampirismo) (sangue)
- Xilofagia (madeira ou produtos de madeira, como papel)[18]

Esse padrão de alimentação deve durar pelo menos um mês para atender ao critério de diagnóstico de tempo de pica.

### Complicações
Complicações podem ocorrer devido à substância consumida. Por exemplo, envenenamento por chumbo pode resultar da ingestão de tinta ou gesso embebido em tinta, bolas de pelo podem causar obstrução intestinal e infecções por Toxoplasma ou Toxocara podem ocorrer após a ingestão de fezes ou solo.